# Le Chinois se déchaîne
Pour plus de détails, voir Fiche technique et Distribution.
Le Chinois se déchaîne (蛇形刁手, Se ying diu sau) est un film hongkongais sorti en 1978. Premier long métrage réalisé par Yuen Woo-ping, ce film propulse Jackie Chan au rang de star, ses films précédents ayant été des échecs commerciaux.

## Synopsis
Chien Fu est le souffre-douleur d'une école d'arts martiaux où il subit humiliations sur humiliations. Il est employé aux tâches les plus ingrates et encaisse les sarcasmes d'un contremaître particulièrement sadique. Par chance, il rencontre maître Pai Cheng-Tien, apparemment un mendiant mais en fait un spécialiste de la technique du serpent, qu'il décide de lui enseigner. Chien est alors en mesure de se défendre, alors que quelqu'un en veut à son maitre...

## Fiche technique
- Titre français : Le Chinois se déchaîne / L'Ombre du serpent
- Titre original : 蛇形刁手, Se ying diu sau
- Titre anglais : Snake in the Eagle's Shadow
- Réalisateur : Yuen Woo-ping
- Scénario : Ng See-yuen et Tsai Chi-kuang
- Producteur : Ng See-yuen
- Studio de production : Seasonal Film Corporation
- Musique : Chow Fu-liang
- Montage : Poon Hung-yiu
- Genre : Action, comédie
- Durée : 93 minutes (1 h 33)
- Date de sortie : 
  - Hong Kong : 1er mars 1978
  - Philippines : 5 septembre 1978 (première mondiale)
  - France : 1986 en VHS

## Distribution
- Jackie Chan (VF : Jacques Bernard) : Chien Fu (Soon en VF)
- Yuen Siu-tien (VF : Raymond Baillet) : Maître Pai Cheng-Tien
- Hwang Jang-lee : Lord Sheng Kuan
- Dean Shek : Professeur Li
- Roy Horan : Le prêtre Russe
- Fung Hark-on : Maître de la première école Serpent
- Lung Chan : Instructeur remplaçant

## Production
En 1978, Ng See-yuen, considéré comme le maître de la série B à Hong Kong, souhaite à tout prix ramener au premier plan les films de Kung-fu, alors en perte de succès après la mort de son porte-étendard Bruce Lee en 1973. Malgré la réticence des financeurs, See-yuen décide de parier sur deux talents : Jackie Chan et Yuen Woo-ping.
Bien qu'il a tourné plusieurs films en vedette tel que La Nouvelle Fureur de vaincre, suite du film de Lo Wei sorti en 1972, Jackie Chan n'était pas parvenu à s'imposer comme le nouveau Bruce Lee et les producteurs ne le considèrent plus comme prometteur. Malgré une solide réputation en chorégraphie d'arts martiaux, Yuen Woo-ping est, pour sa part, entièrement novice en réalisation et sa carrière ne progresse plus. Avec ce projet, ils ont l'occasion d'aborder un thème qu'ils connaissent très bien : l'apprentissage des arts martiaux. Pour tous les deux, le film est une véritable libération comique qui leur permet de tourner en dérision les brimades subies au cours de leurs années d'entraînement ou pendant leur formation à l'Opéra de Pékin.

### Musique
La musique originale est composée par Chow Fu-liang.
Des variantes de deux œuvres musicales sont aussi incluses dans le film :
- Magic Fly de Space (générique d'ouverture).
- Oxygène (Part II) de Jean-Michel Jarre.

## Réception
Le film connaît un succès considérable en Asie. Jackie Chan et Yuen Woo-ping deviennent des stars du jour au lendemain et décident aussitôt de capitaliser sur cette réussite en tournant peu de temps après Le Maître chinois.